# Kirche am St. John’s Point
Die Ruine der vorromanischen Kirche am St. John´s Point (irisch Rinn Eoin) liegt im Süden des County Down auf der Lecale Lower genannten Ostseite Lecale-Halbinsel in Nordirland; etwa 2,5 km vom Ort Killough und 8,4 km von Ardglass entfernt. Die Halbinsel ist zum Teil Landschaftsschutzgebiet (englisch Area of Outstanding Natural Beauty – AONB).
Die kleine Steinkirche nahe der Küste und des Leuchtturms (nicht zu verwechseln mit dem gleichnamigen St. John´s Point im County Donegal) datiert ins 10. oder 11. Jahrhundert. Vermutlich ist sie der Rest eines Klosters, das auf „Eoan (John) Son of Cairland“ zurückgeht. Der Grundriss beträgt etwa 6 m × 4 m, die Mauern sind 70 cm dick. Der Bau steht auf einem rohen Fundament und besitzt an beiden Stirnseiten bis in den Giebel kurze Anten. Er scheint einer Holzstruktur nachempfunden zu sein. Die westliche Giebelmauer ist noch bis zu einer Höhe von 5,5 m und die beiden Seitenwände bis zu einer Höhe von drei Metern erhalten. Die präromanische Kirche mit ihrem geraden, doppelten Türsturz hat an der Südseite ein kleines rechteckiges Fenster.
Eine lange Steinkiste, die zum Teil unter der Mauer, im Übrigen unter der Kirche lag, barg die Überreste von 16 Menschen. Zwei weitere Kisten wurden in einem äußeren Graben entdeckt. Die Orientierung der Begräbnisse zur Kirche war ungewöhnlich, so dass an dieser Stelle vor dem Bau der Steinkirche ein älteres Gräberfeld existiert haben muss. Anderseits sind viele der innerkirchlichen Bestattungen Ost-West orientiert und entsprechen der Ausrichtung der Kirche, so dass sie als christlich anzusehen sind.
In der Nähe liegen eine St. Cooey´s Holy Well, eine Heilige Quelle mit einem Bullaun und der Steinkreis von Ballynoe, der einen Langcairn umschließt.